# CAロサリオ
クルブ・アトレティコ・デル・ロサリオ（西: Club Atlético del Rosario）は、アルゼンチンのサンタフェ州ロサリオを拠点とするスポーツクラブ。ラグビーチームが特に有名である。トルネオ・デ・ラ・URBAに所属。通称はアトレティコ・デル・ロサリオ。

## 概要
1867年にロサリオ・クリケット・クルブとして創設。1864年創設のブエノス・アイレスCRCと並び、アルゼンチンで最も歴史のあるスポーツクラブとして認知されている。当初はクリケットをプレーしていたが、次第にラグビーやサッカーに競技種目を拡大していき、それに伴い1884年にクラブ名をロサリオ・アトレティック・クルブに改称した。現在の名称はスペイン語のクルブ・アトレティコ・デル・ロサリオ。
1899年にはブエノス・アイレスFC、ローマスAC、ベルグラーノACなどと共に、現在のアルゼンチンラグビー協会（UAR）の前身となるリバープレートラグビー協会（River Plate Rugby Union）を設立した。他にも、現在のロサリオサッカー協会の前身となるリーガ・ロサリーナ・デ・フットボール（Liga Rosarina de Football）やロサリオラグビー協会（Unión de Rugby de Rosario）など、数多くの競技協会の創設メンバーとして知られている。ブエノスアイレスラグビー協会（URBA）とロサリオラグビー協会（URR）の設立に携わった経緯から、特例的に両協会のメンバーに名を連ねている。
本拠地は1889年開設のプラサ・ジュエルで、アルゼンチン最古の競技場である。このグラウンドおよび施設はCAロサリオのシンボルにもなっており、「プラサ・ジュエル」（または単に「プラサ」）は同クラブを指す代名詞としても使用される。

## 歴史

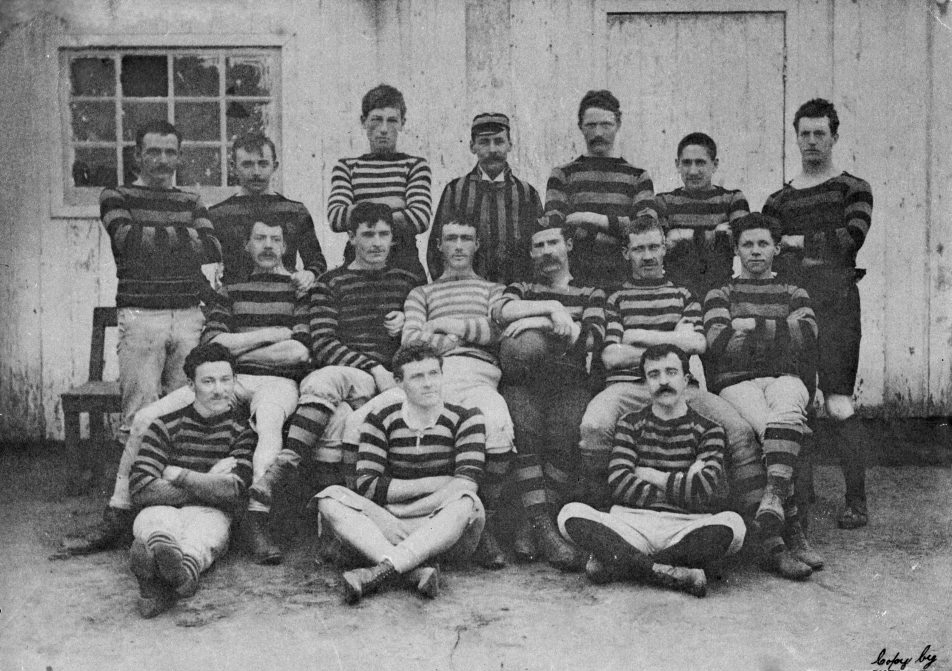
1884年のロサリオAC（アルゼンチン最古のラグビーチーム写真）

1867年3月27日、アルゼンチン中央鉄道のロサリオ-コルドバ線の建設に従事していたイギリス人労働者によってロサリオ・クリケット・クルブ（現在のCAロサリオ）が創設された。1877年にはブエノス・アイレス・クリケット・クルブとの最初の試合を行った。その後、競技種目の拡大に伴い1884年にロサリオ・アトレティック・クルブに改称された。
1886年6月29日、ブエノス・アイレスFCをロサリオに迎えてラグビーの試合を行った。この試合は、アルゼンチンにおける最初のクラブチーム同士によるラグビーの試合であると認知されている。
1889年8月30日、現在も使用している本拠地のプラサ・ジュエルが開設された。
1892年、クラブカラーとしてワインレッドと水色が採用された。この配色は現在まで受け継がれている。
1899年、ブエノス・アイレスFC、ローマスAC、ベルグラーノACなどと共に、現在のアルゼンチンラグビー協会（UAR）の前身となるリバープレートラグビー協会（River Plate Rugby Union）を設立した。同年に創設されたリバープレートラグビー協会選手権（トルネオ・デ・ラ・URBAの前身）には初年度から参加しており、第1回大会となった1899年に準優勝を遂げると、1905年-1906年には2連覇を達成した。1910年代後半にCAサン・イシドロ（CASI）が台頭してくるまでは、リーグ創設メンバーでもあるブエノス・アイレスFC、ローマスAC、ベルグラーノAC、CAロサリオの4クラブでタイトルをほぼ独占した。
1913年を最後に一度はリーグを脱退したが、その後も1934年-1944年、1951年-1955年、1983年-現在に至るまでトルネオ・デ・ラ・URBAに参加している。
1928年8月14日、ウニベルシタリオ、ヒムナシア・イ・エスグリマ、ニューウェルス・オールド・ボーイスなどと共にサンタフェラグビー協会（1932年にアルゼンチンリトラルラグビー協会（URLA）、1953年にロサリオラグビー協会（URR）に改称）を設立した。1929年に開始したサンタフェラグビー協会選手権（トルネオ・レヒオナル・デル・リトラルの前身）では初年度から優勝を重ねていった。
1956年からはトルネオ・デ・ラ・URBAに出場せず、ロサリオラグビー協会選手権のみに出場した。1973年から1985年にかけて13シーズン連続優勝を達成するなど、大会初年度の1929年から1985年までの間に27回の優勝を記録した。
1983年、トルネオ・デ・ラ・URBAに復帰した。下位リーグからの再出発となったが、1987年には1部リーグ復帰を果たした。1986年以降はトルネオ・デ・ラ・URBAに専念するため、ロサリオラグビー協会選手権には出場していない。
1986年には、国内ラグビー100周年を祝して、ブエノス・アイレスCRC（ブエノス・アイレスFCの後継チーム）との記念試合が行われた。
1996年、トルネオ・デ・ラ・URBAにおいてインドゥ・クルブと優勝を分け合い、1935年以来となる61年ぶり4回目の優勝を果たした。
2000年、トルネオ・デ・ラ・URBAの決勝で延長戦の末に35-32でCASIに勝利して、5回目の優勝を果たした。

## タイトル

### 国内タイトル
- トルネオ・デ・ラ・URBA
  - 優勝 5回（1905, 1906, 1935, 1996, 2000）
- トルネオ・レヒオナル・デル・リトラル
  - 優勝 27回（1929, 1930, 1932, 1933, 1936, 1949, 1950, 1951, 1957, 1961, 1962[注 5], 1965[注 5], 1967[注 5], 1970[注 5], 1973, 1974, 1975, 1976, 1977, 1978, 1979, 1980, 1981, 1982, 1983, 1984, 1985[注 5]）

## 歴代所属選手
- マルコス・クレメル(Marcos Kremer)
- マイコ・ビバス(Mayco Vivas)

## ラグビー以外の競技

### サッカー

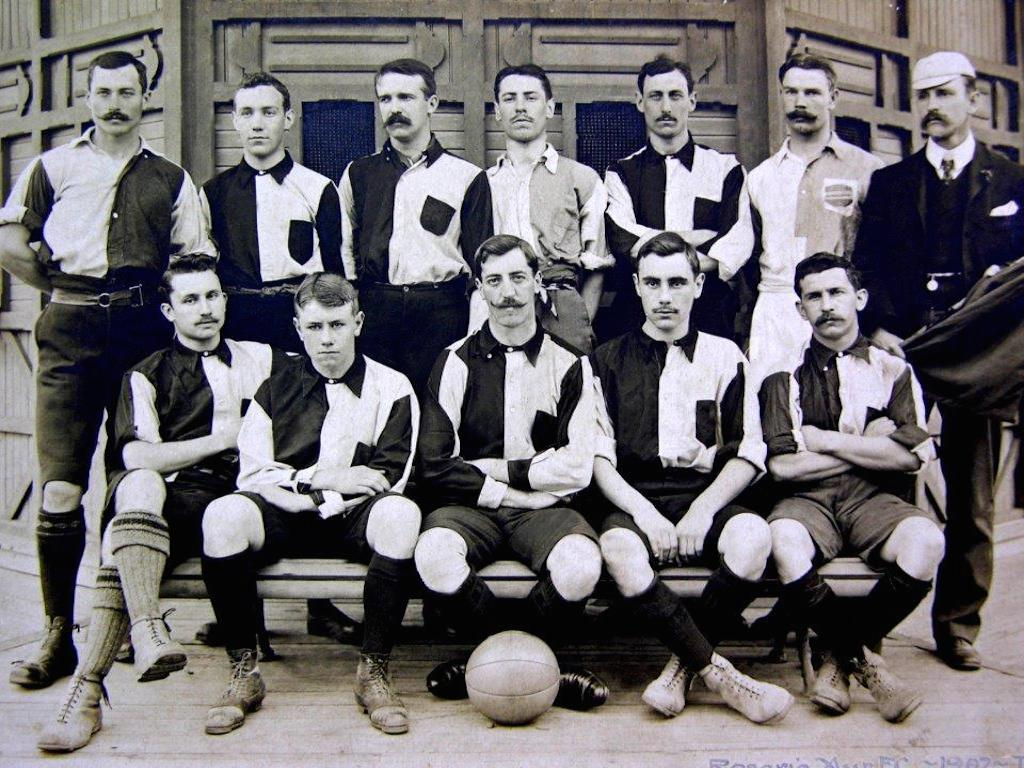
1902年のタイ・カップで優勝したサッカーチーム

CAロサリオはロサリオにおけるサッカーの草分け的存在である。アルゼンチンサッカー協会（AFA）が主催するプリメーラ・ディビシオンには、リーグ創設2シーズン目となる1894年にブエノスアイレス以外のチームとして初めて参加し、ローマスACに次ぐ2位の成績を収めた。しかし同リーグへの参加は結局この1シーズンのみであった。
国際大会は、ウルグアイのクラブチームとの国際カップ戦であるタイ・カップに1900年の第1回大会から出場。1902年の大会では、決勝でアルムニAC相手に引き分け再試合で3戦目までもつれ込む死闘（3試合とも延長戦）を演じた結果、初優勝を飾った。その後、1904年、1905年の大会も制した。
1905年3月30日、ロサリオ・セントラル、ニューウェルス・オールド・ボーイス、アトレティコ・アルヘンティーノと共に、リーガ・ロサリーナ・デ・フットボール（Liga Rosarina de Football）を創設した。CAロサリオは創設メンバーの一員として、大会初年度の1905年からサッカーチーム解散前の1916年まで出場し続けた。1917年、プラサ・ジュエルでロサリオ・セントラルとニューウェルス・オールド・ボーイスのサポーター同士による暴動が発生したのを契機に、CAロサリオはサッカーチームを解散した。
その後、リーガ・ロサリーナ・デ・フットボールはアルゼンチンサッカーのプロ化に伴い1930年に解散し、代わってロサリオサッカー協会が後継団体として設立された。

#### タイトル
- タイ・カップ
  - 優勝 3回（1902, 1904, 1905）